# 都结乡
都结乡，是中华人民共和国广西壮族自治区南宁市隆安縣下辖的一个乡镇级行政单位。

## 行政区划
都结乡下辖以下地区：
都结社区、三乐村、天隆村、吉隆村、林利村、陆连村、荣朋村、平荣村、平养村、达利村、念潭村、欧里村、陇选村、更明村、龙民村、陇割村、同乐村、红光村、普权村和新风村。